# Exogone acutipalpa
Exogone acutipalpa är en ringmaskart som beskrevs av Kudenov, Harris in Blake, Hilbig och Scott 1995. Exogone acutipalpa ingår i släktet Exogone och familjen Syllidae. Inga underarter finns listade i Catalogue of Life.